# Источный (Оренбургская область)
Источный — посёлок в Первомайском районе Оренбургской области. Входит в состав Фурмановского сельсовета.

## География
Посёлок расположен в верховье реки Башкирка на возвышенности Синий Сырт вблизи границы с Самарской областью, в 32 км к северо-западу от районного центра посёлка Первомайский, в 85 км к юго-западу от Бузулука и в 250 км к западу от Оренбурга.
Имеется тупиковая подъездная дорога от автодороги Соболево — Тюльпан. Ближайшая ж.-д. станция находится в 6,5 км к северо-востоку в посёлке Тюльпан (на линии Пугачёв — Красногвардеец).

## История
Основан в 1931 г. как отделение совхоза «Мансуровский». В 1966 г. Указом Президиума ВС РСФСР поселок отделения № 2 совхоза «Мансуровский» переименован в Источный.

## Население
| 2010 |
| ---- |
| 35   |